# Zellwald

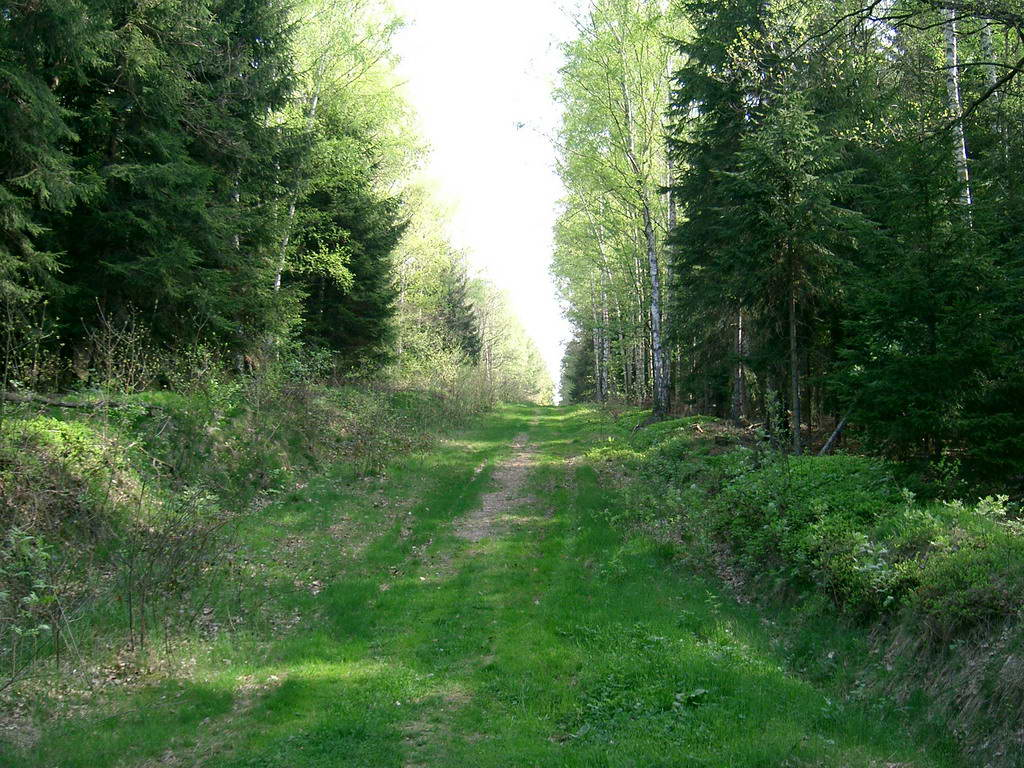
Waldwanderweg

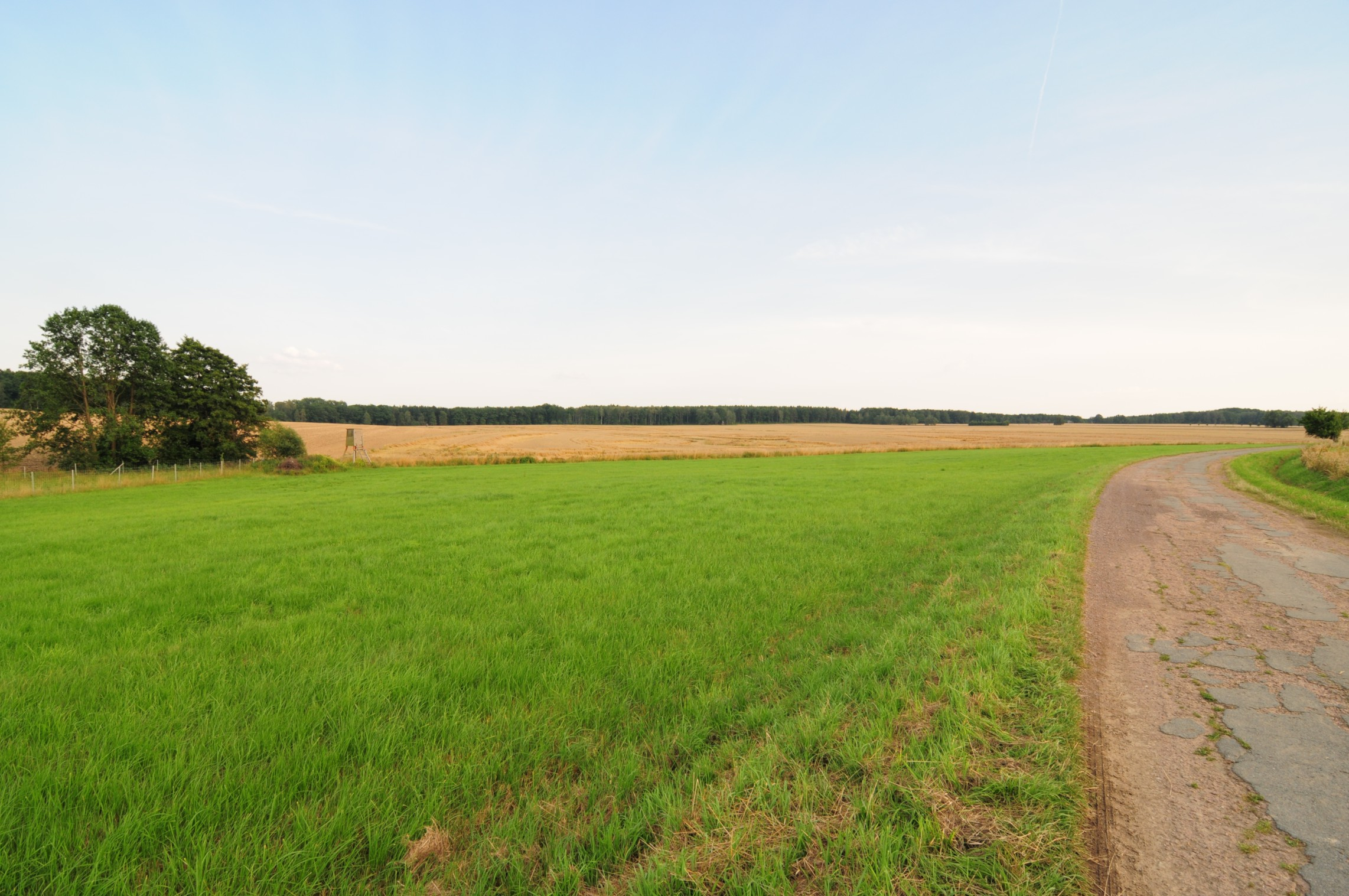
Der Zellwald östlich von Marbach

Der Zellwald (in älteren Quellen auch Zellaer Wald) ist eine 2.336 Hektar große Waldfläche in Sachsen, die sich im Erzgebirgsvorland (Landkreis Mittelsachsen) und im Landkreis Meißen ausbreitet. Er ist umgeben von den Ortschaften Siebenlehn, Groß- und Kleinvoigtsberg, Reichenbach, Marbach und Nossen. Der Wald wird durch die Bundesautobahn 4 (E 40) und die weitgehend verkehrslose Bahnstrecke Nossen–Moldau durchschnitten.

## Geschichte
Der Zellwald bildet als Waldfläche ein Relikt des ehemaligen riesigen Urwaldes, dem Miriquidi, der einst das gesamte Erzgebirge und dessen Vorland bedeckte. In der urkundlichen Erwähnung des Klosters Altzella aus dem Jahre 1162 findet sich für dieses eine Lagebeschreibung. Dabei wird ein zugehöriger Forst als Klosterausstattung und der nahe Grenzwald am südlichen Rand des Burgwardbezirks von Mochau benannt sowie die Absicht von Rodungen zum Ausdruck gebracht. Dabei tritt der Markgraf Otto von Meißen nicht nur als Klosterstifter hervor, sondern auch als Initiator der Rodungen, womit dessen Verfügungsrecht über den Wald in dieser Region und zu dieser Zeit belegt ist. Der südliche Bereich des Burgwardbezirks Mochau lag Mitte des 12. Jahrhunderts demzufolge im Bereich der Wildlandgrenze, die hier an der Mulde noch zwischen Gleisberg und Nossen verlief.
In der zweiten Hälfte des 12. Jahrhunderts beginnend wurden innerhalb weniger Jahrzehnte durch planmäßige Besiedlung in südliche Richtung Dörfer angelegt und der ursprüngliche, natürliche Wald bis auf kleine Reste bis zum Gebirgskamm im Osterzgebirge von Siedlern über die Markgrafschaft Meißen kommend sowie aus dem Königreich Böhmen (Besiedlung um Sayda) vorstoßend gerodet.
Aus dem Jahre 1141 (Belege leicht differierend) ist im Zellwald eine Klostergründung durch Benediktinermönche überliefert. Diese Anlage der „schwarzen Mönche“ hatte jedoch keinen langen Bestand und wurde durch die Gründung von Altzella mit diesem vereinigt. Deren Gebäudereste, auf der Waldlichtung unweit der späteren Sägerei und beim Eisenbahnhaltepunkt Zellwald, fanden als Forst- und Jagdhof eine weitere Nutzung.
1162 wurde auf Anregung von Markgraf Otto von Meißen (auch Otto, der Reiche) das Kloster Altzella bei Nossen gestiftet. Zum Stiftungsgebiet (800 Hufen (275 km2), die auf Kosten des Markgrafen urbar gemacht wurden) gehörte der westlich des Pitzschebaches gelegene Teil dieses großen zusammenhängenden und kaum besiedelten Waldes. Für den Zeitpunkt der Klostergründung sind bereits um den Zellwald herum mehrere Siedlungen nachgewiesen. Wenige Jahre später traten die Herren von Nossen ein Gelände zwischen Pitzschebach und Freiberger Mulde zum Anlegen von Fischteichen an das Kloster ab.
Nach Auffassung von Blaschke hat der Markgraf in der Region zwischen Roßwein, Freiberg (Christiansdorf) und Nossen die einwandernden Bauern bei ihrer Ansiedlung in der zweiten Hälfte des 12. Jahrhunderts unterstützt. Demzufolge waren in diesem Gebiet die Rodungsarbeiten weit fortgeschritten. Die Art und Weise seiner Hilfe erscheint dabei in den Quellen jedoch unklar. Der heutige Name des Waldes wird in erhaltenen Urkunden erstmals 1320 erwähnt und darin als nemus cellens bezeichnet.
Seitens des Klosters gab es keine oder nur unbedeutende Rodungs- und Besiedlungsaktivitäten auf dem Stiftungsterritorium, das Waldgebiet des Zellwaldes blieb im Wesentlichen bis in die heutige Zeit erhalten.

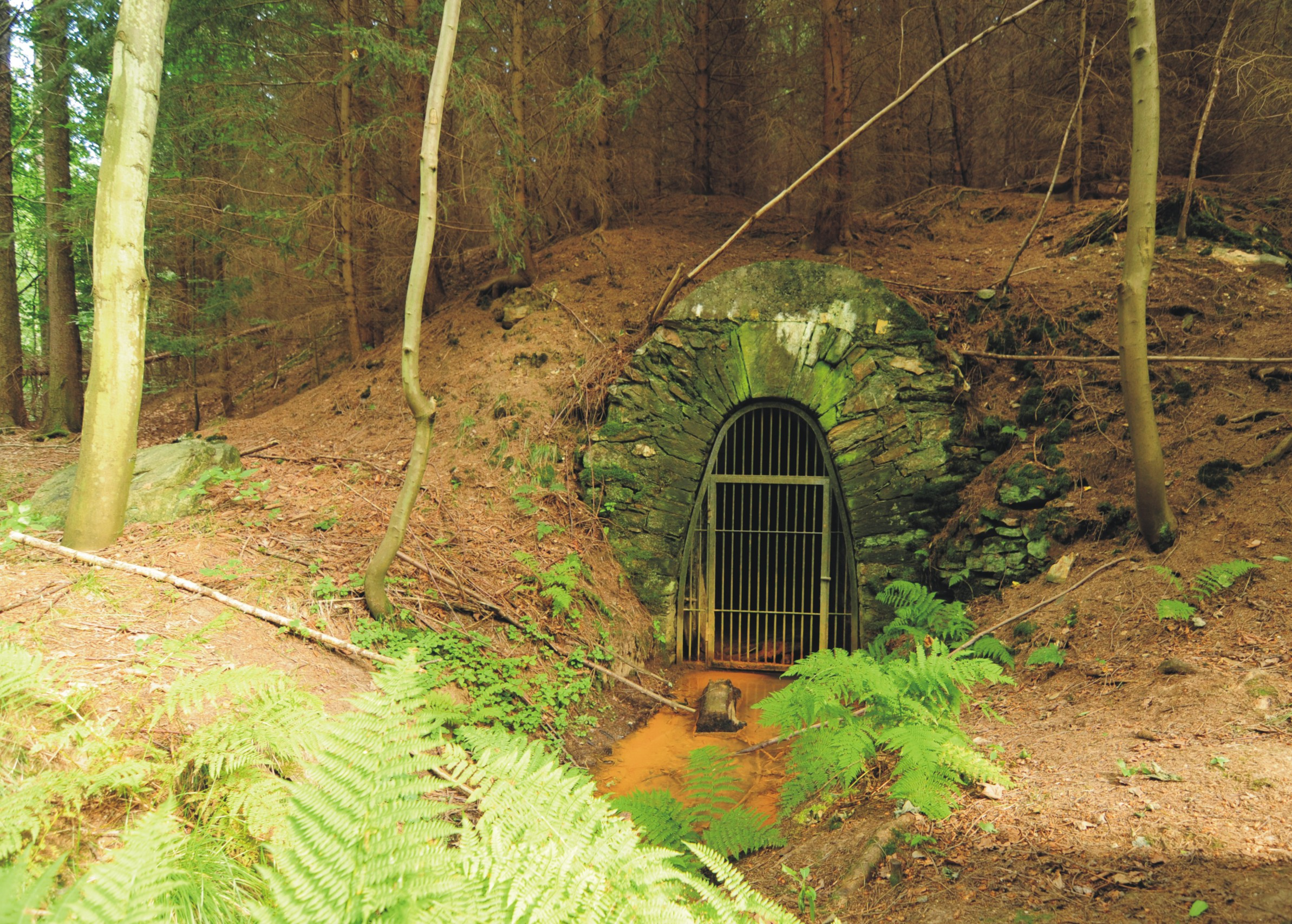
Mundloch des Adolph Stolln

Zwischen 1788 und 1818 entstand ein Kunstgraben, der vom Pitzschebach in westlicher Richtung Wasser zu den Krebsteichen für die Anlagen im Bereich des Segen Gottes Erbstolln bei Gersdorf östlich von Roßwein brachte. Von 1803 bis 1817 und von 1837 bis 1864 trieben Bergleute den insgesamt 5433 m langen Adolph Stolln vor, dessen Wasser aus dem Tiefe Hilfe Gottes Stolln bei Obergruna und dem Romanus-Treibeschacht von Siebenlehn bis zu seinem Mundloch in Nähe des Pitzschebaches floss. Von dort leitete ein Kunstgraben das Wasser aus dem Stolln weiter bis zur Rosenthaler Rösche am Westrand des Zellwaldes. Der Adolph Stolln wurde durch zwei Lichtlöcher bewettert, beide im nördlichen Bereich des Zellwaldes. Ein im Jahre 1843 im Pitzschebachtal (Forstreviere 64, 65 und 88, 89) angelegter Kunstteich mit einer Dammhöhe von ca. 7 m sammelte zusätzlich das Wasser des Pitzschebachs für den Kunstgraben, das als Aufschlagwasser schließlich über die Rosenthaler und Marbacher Rösche zu den wasserwirtschaftlichen Anlagen im Josephschacht, Wolfgangschacht und weiteren Schächten zwischen Gersdorf und dem Tal der Freiberger Mulde gelangte.
Die den Zellwald durchquerende Eisenbahnstrecke wurde 1873 in Betrieb genommen. Den Haltepunkt Zellwald gibt es seit 1938, wo vorher nur die Holzladestelle Zellwald bestand.
Im Rahmen der Planungen zum Bau der Reichsautobahn zwischen Dresden und Chemnitz, wurde für die Umfahrung der Stadt Nossen 1933 eine südliche Variante gewählt, die den Zellwald seit ungefähr 1935 etwa mittig durchläuft.

## Wirtschaftliche Bedeutung und Nutzung

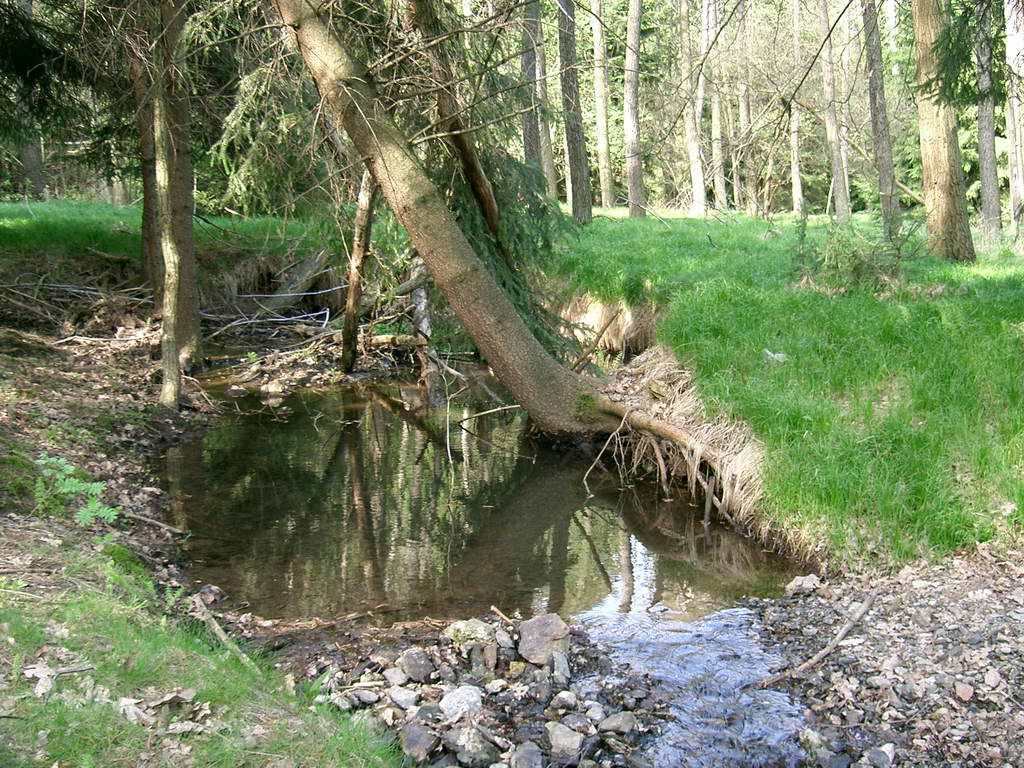
Pitzschebach im Zellwald

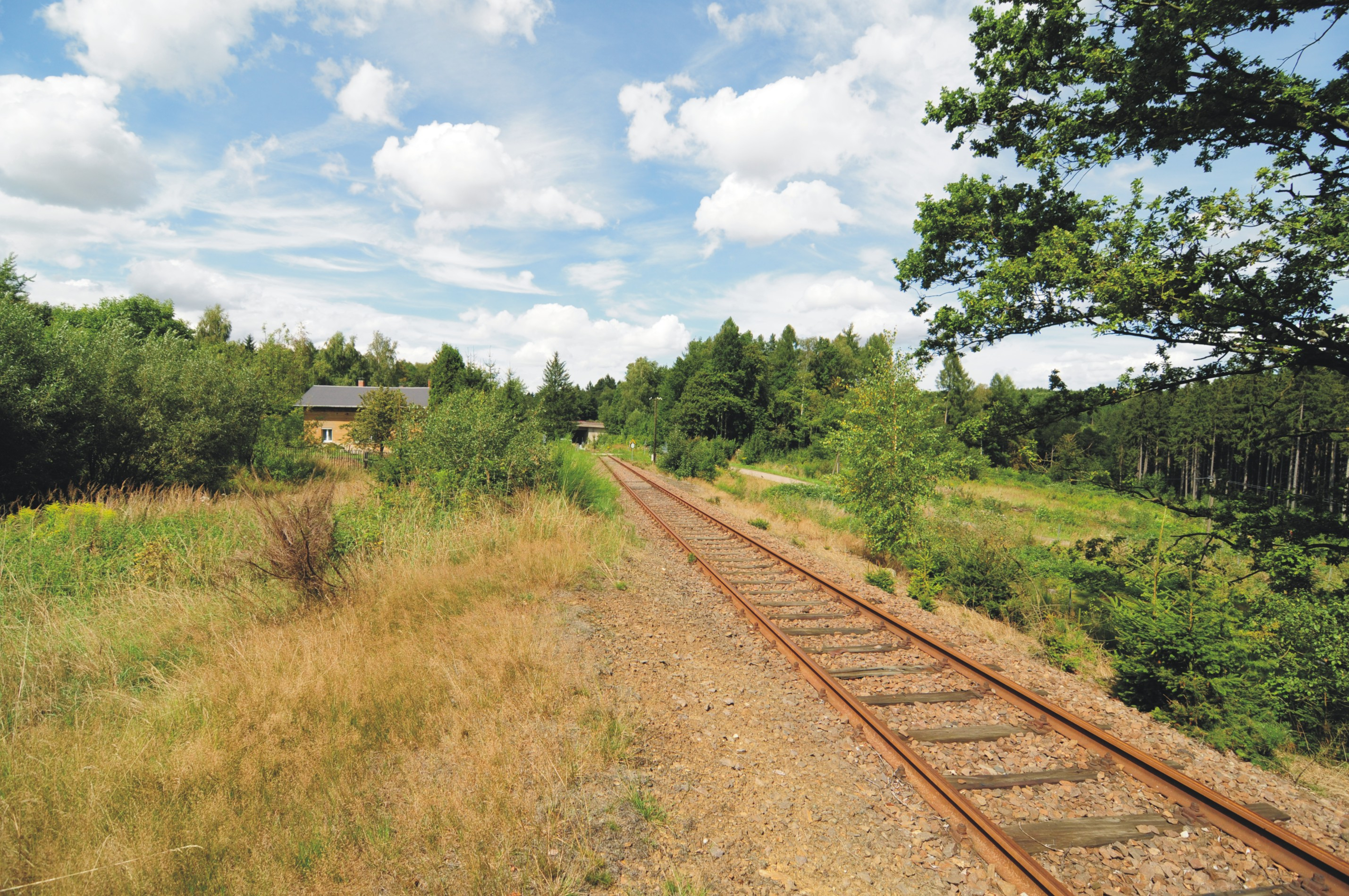
Bahnstrecke am ehemaligen Sägewerk

Die unterschiedlichen Auffassungen der Forstbewirtschaftung haben auch diesen Wald in den letzten Jahrhunderten geprägt. Während früher Laubwald vorherrschte, sind heute ausgedehnte Fichtenbestände, Kiefern und Lärchen, aber auch Traubeneichen, Weißbuchen, Schwarzerlen, Salweiden, Birken, Roter und Schwarzer Holunder und die Haselnuss zu finden.
Im 17. Jahrhundert wurden große Mengen von Jungbäumen für Anpflanzungen in den kurfürstlichen Parks und Gärten von Dresden entnommen. So wurden zum Beispiel im Jahr 1658 für das Ostragehege 8000 Linden geliefert. Heute wird Eichenholz aus dem Zellwald zum Beispiel zur Herstellung von Weinfässern verwendet.
An der Eisenbahnstrecke in der Nähe ihrer Überquerung des Eselsbaches lag das frühere Dampfsägewerk Zellwald, das zum Abtransport seiner Holzprodukte die Holzladestelle Zellwald und ein eigenes Anschlussgleis nutzte. Die Werksanlagen befanden sich in der Forstabteilung 57 und die benachbarte Haltestelle im Übergang der beiden Abteilungen 80 und 87.
Wandert man die Zellwaldstraße entlang des Pitzschebaches, so fallen beachtliche Dammbauten auf. Sie wurden für das Kloster angelegt, um Wasser für die Fischzucht zurückzuhalten.
Tief im Südwestteil des Zellwaldes befinden sich noch Überreste des Wildgartens für die kurfürstlichen Jagden aus Wettinischer Zeit. Ein Wettin-Gedenkstein ist im südlichen Waldteil leicht zu finden.
Entlang des Wildbretflügels, zwischen Forstabteilung 31 und 21 bestand ein Militärschießstand.
Neben Rot- und Schwarzwild sind zahlreiche Vogel- und Kleintierarten heimisch.

## Flurnamen und Wegebezeichnungen
Als Flurnamen sind bekannt (in der Reihenfolge von Nord nach Süd, mit Angabe zur jeweils nächstliegenden Forstabteilung):
- Waldecke (65)
- Vogelheerd (am Rand des Zellwaldes bei 84)
- am schwarzen Kreuz (85)
- am Saubad (11, 14)
- Bärenwinkel (15)
- Diebs-Winkel (8)
- das hohe Bild (20)
- Saugarten (37, 38)
- die Kohlung (4)
- Ehrlicht (49)
- Grauer Wolf (46)

Folgende Wegebezeichnungen sind bekannt (Beginn und Ende in den angegebenen Forstabteilungen):

in der Reihenfolge von Nord nach Süd
- Semmelflügel oder alte 6 (61–77)
- Sternflügel (6–19)
- Spießflügel (35–36)
- Steinbruchweg (28-27)
- Schilfweg (45–47)

in der Reihenfolge von West nach Ost
- Obermarbacher Grenzweg (3–16)
- Wildbretflügel (31-15)
- Bergmannsteig (63-59)
- Zellsteig (45–84)
- Dreibergflügel auch B-Flügel (32–77)

## Gewässer
Das wichtigste fließende Gewässer im Zellwald ist der Pitzschebach als Nebengewässer der Freiberger Mulde. In einer das Kloster Altzella betreffenden Urkunde von 1185 wird er mit dem Namen Bestowa erwähnt.
Ihm fließen zu: der Eselsbach, der Gute Bach und einige weitere kleine Bäche. Einer seiner Quellflüsse entspringt in der Forstabteilung 18 am Holunderborn. Im südlichen Bereich des Waldgebietes befindet sich in dem ansteigenden Gelände die Wasserscheide zwischen dem Pitzschebach und anderen Gewässern, die dem Einzugsgebiet der Striegis zufließen.
Die Grubenwässer aus dem Adolph Stolln fließen kurz nach dem Verlassen seines Mundloches in den Pitzschebach. Ein von hier weiterführender Kunstgraben liegt heute trocken, ist verfallen und nur noch im Geländerelief entlang seines früheren Verlaufes zu erkennen.
Jenseits des Westrandes vom Waldgebiet fließt der Pfarrbach, der in Obermarbach in den Marienbach mündet und durch einen Seitenzufluss aus der Waldflur Bärenwinkel Wasser erhält.
Unweit des südöstlichen Randes vom Zellwald entspringt der Aschbach. Dieser nimmt kleinere Wasserläufe auf und mündet zwischen Goßberg und  Pappendorf in die Striegis.

## Höhenrelief
Die höchsten Terrainbereiche auf dem Gebiet des Zellwaldes liegen in dessen südöstlichen Randbereichen, unweit der Bahnstrecke in den Forstabteilungen 50 und 49. Die Wegekreuzung von Schneise 9 und des A-Flügels befindet sich auf einer Höhe von 357,5 m über dem Meeresspiegel. In Nähe zur Bundesstraße 101, aber schon wenige Meter außerhalb des Waldgeländes erlangt das Gelände die Marke von 360,1 m (heute 359,2 m). Der tiefste Punkt mit etwa 225 m wird im Pitzschebachtal erreicht, wo unweit von Altzella sowie einer Außenstelle des Bundessortenamtes die Verbindungsstraße zwischen Nossen und Rosswein bei einem Wasserbehälter mit einer Brücke das Tal quert. Eine Erhebung am östlichen Rand des Zellwaldes unweit von Obergruna trägt den Namen Spießberg.